# 费利斯 (阿尔梅里亚省)
费利斯，是西班牙安达卢西亚自治区阿尔梅里亚省的一个市镇。 总面积81.26km2, 总人口611人（2011年），人口密度8.13人/km2。